# توماس أيريس
توماس أيريس (بالإنجليزية: Thomas Ayres)‏ هو عالم طيور جنوب أفريقي، ولد في 1 يوليو 1828 في هيرفورد في المملكة المتحدة، وتوفي في 31 يوليو 1913 في بوتشيفستروم في جنوب أفريقيا.